# Folinella ghisottii
Folinella ghisottii is een slakkensoort uit de familie van de Pyramidellidae. De wetenschappelijke naam van de soort werd in 1984 voor het eerst geldig gepubliceerd door Jacobus Johannes van Aartsen.